# Dreketi FC
Dreketi FC is een Fijische voetbalclub uit Labasa. 
De club werd opgericht op 1995. De club speelt anno 2023 bij National Football League.

## Bekende (oud-)spelers
- Lagi Dyer